# Anglo-irská dohoda

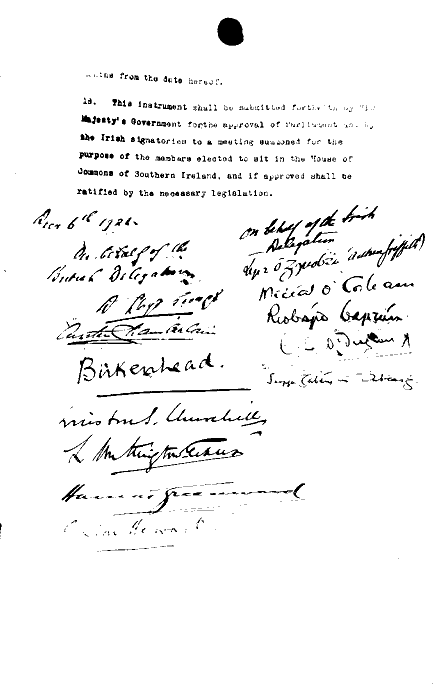
Podpisová strana anglo-irské dohody

Britsko-irská smlouva (jiné názvy: anglo-irská smlouva, anglicko-irská smlouva; anglicky Anglo-Irish Treaty, irsky An Conradh anglo-Éireann) oficiálně Články dohody o smlouvě mezi Velkou Británií a Irskem byla dohoda mezi vládou Spojeného království Velké Británie a Irska a irskými představiteli, čímž dosáhli ukončení Irské války za nezávislost.
Dohoda byla podepsána v Londýně 6. prosince 1921 zástupci britské vlády a irskými představiteli, včetně Michaela Collinse a Arthura Griffitha. Irští představitelé považovali sami sebe za zmocněnce, kteří jednají jménem Irské republiky, ačkoli to britskou vládou nebylo nikdy přijato. Smlouva byla ratifikována členy volených křesel poslanecké sněmovny Jižního Irska a britského parlamentu. V tomto smyslu by to mohlo být považováno za smlouvu, ale ne mezi dvěma státy. Za de facto Irskou republiku ratifikoval smlouvu Dáil Éireann. Přestože byla ratifikována, rozkol vedl k Irské občanské válce, kterou nakonec vyhrála prodohodová strana.